# Florian Magnus Maier
Florian Magnus Maier (München, 1973), bekend als Morean van de bands Noneuclid en Dark Fortress, is een Duits componist en metalmusicus die in Nederland woont en werkt, tevens mede-oprichter van het internationale kunstenaarscollectief Quantum Ether.

## Opleiding
Maier komt niet uit een klassieke-muziekfamilie of -omgeving. Maier studeerde aanvankelijk klassiek gitaar bij C. Beschoner (van 1985 tot 1992) en harmonieleer en solfège (van 1991 tot 1993) aan de Landshut-muziekschool. Sinds zijn veertiende zat hij in een band, waar hij desondanks het beginnersniveau voor iedere repetitie een lied schreef.
In 1994 kwam hij naar Nederland en studeerde hij flamencogitaar bij Paco Peña, omdat hij nergens als professioneel metalmusicus aan het werk kon. Vanaf 1995 studeerde hij compositie aan het Rotterdams Conservatorium bij Klaas de Vries, Peter-Jan Wagemans en René Uylenhoet. In 2001 studeerde hij cum laude af.
Cursussen en masterclasses volgde hij bij onder anderen Manolo Sanlucar, Paul Patterson en Tran-Quang Hai, Jack Body, Gerard Brophy, Alejandro Iglesias-Rossi, Igor Rehkin en Peter-Michael Hamel.

## Invloeden en stijl
Maier was in zijn jeugd beïnvloed door de speedmetalbands Slayer en Voivod en kent Morbid Angel als zijn favoriete band. Evenals door metal is Maier door flamencomuziek geïnspireerd: beide muziekgenres zijn snel, energiek en kennen een donkere harmonie.
Qua klassieke muziek is hij beïnvloed door Stravinsky's Sacre Du Printemps, Penderecki's Polymorphia, Ligeti's Atmospheres, Sjostakovitsjs symfonieën en Leifs' Hekla.
Als escapist is hij sterk beïnvloed geweest door occultisme en sciencefiction.

## Muzikale stijl en voorkeuren
Maiers muziek wordt uitgevoerd in Nederland, Duitsland, Polen en de Verenigde Staten. Maier streeft naar eigen zeggen naar toegankelijkheid en "compositorische verfijning" van genres die voor hem voorheen niet te combineren leken. In een notendop noemt hij zichzelf een “bruggenbouwer” voor de verschillende genres.
Hij combineert invloeden uit extreme metal, (hedendaagse) klassieke muziek, wereldmuziek, flamenco, tango, polyfonie uit de barok, balkanmuziek en elektronische “waanzin”, waarbij een sterk gevoel voor puls, virtuositeit, een strikte vorm en structuur en een "donkere spirituele sfeer" centraal staan. Rotterdam is daarvoor volgens hem een geschikte locatie, waar hij naar gelieven elk ensemble kan samenstellen.
De keuze van collega’s zit hem vooral in de persoonlijke band die Maier met andere mensen kan opbouwen. Als het klikt, kan alles.
Tekstueel heeft hij een voorliefde voor de duistere kanten van de menselijke ziel en spookverhalen. Hij houdt ook van enge films. Hij vindt het leuk om nachtmerries in elkaar te zetten, als verwerking van zijn angst.

## Composities
Maier schreef voor uiteenlopende ensembles, zoals het Doelen Ensemble, Domestica Rotterdam, het ARA-Ensemble, het Nederlands Studenten Orkest, het Nederlands Studenten Kamerorkest en het Nederlands Studenten Kamerkoor. Zijn muziek wordt uitgevoerd in Nederland, Duitsland, Polen en de Verenigde Staten. Maier streeft naar eigen zeggen naar toegankelijkheid en "compositorische verfijning".
Hij combineert invloeden uit de klassieke muziek, wereldmuziek en black-deathmetal, waarbij een sterk gevoel voor puls, virtuositeit, een strikte vorm en structuur en een "donkere spirituele sfeer" centraal staan.
Samen met Lars Skoglund schreef Maier het muzikale logo van Rotterdam 2001 -Culturele Hoofdstad van Europa.
In 2001, 2002 en 2003 was hij deelnemer aan het Tanglewood Festival in de Verenigde Staten.
Ten opzichte van meerdere voorgaande samenwerkingen tussen metalbands en orkesten, verschilt Maiers muziek in de zin dat het orkest niet als begeleiding dient; beiden zijn gelijkwaardig.

### Een stuk uit zijn oeuvre: Black Vortex Cathedral
Maier gaf aan excessieve visies van cosmische rampen te hebben.
Black Vortex Cathedral: A Death Metal Symphony is een compositie voor de deathmetalband Noneuclid en het Metropole Orkest. Het gaat over de "troosteloosheid van dit universum", de onmogelijkheid van het bestaan en de primaire angst om geen plaats in de wereld te zijn gegund. Het is een "anti-kathedraal", een "gapend gat in het niets" en drukt de onmogelijkheid uit om vaste vorm aan te nemen. Door paradoxale orkestratie wordt breekbaarheid uitgebeeld. Door voortdurende ritmische verschuivingen en veranderingen in bezetting is het lastig een structuur waar te nemen.
Black Vortex Cathedral werd tijdens de Nederlandse Muziekdagen van 2008 met gemengde reacties ontvangen. Frits van der Waa bestempelde de deathmetalmusici als "rare snuiters", maar zag Maiers urgentie om het muziekstuk te presenteren wel in. Jochem Valkenburg noemde het "zeker niet het best geconstrueerde werk", hoewel dat juist de bedoeling kan zijn. Erik Voermans stelt de vraag van urgentie, of deze muziek weer een voorbeeld van een cross-overgenre is, "dat zo kenmerkend is voor de tijd waarin we leven".

### Ander stuk: Concerto for Cimbalom
Maier schreef zijn Concerto for Cimbalom die met de Radio Kamer Filharmonie o.l.v. Brad Lubman op vrijdag 23 september 2011 in première ging tijdens de Serie Radio Kamer Filharmonie in Muziekgebouw aan ’t IJ #1. Het thema luidde ‘Hemels en duivels’ en is voor Maier een interessant thema. Het cymbaal kon ook twee kanten laten zien. In klassieke literatuur is er als percussie-instrument over geschreven, maar volgens Maier wordt nooit de etherische kant ervan gepresenteerd. Daarom viel de keuze op de cimbalom.
Zoals in wel meer situaties bij Maier, speelt de langdurige samenwerking en vriendschap met de solist voor dit stuk een rol. Maier geeft aan dat het instrument de grootste inspiratie is.
De cimbalompartijen zijn energiek, recht-toe en rechtaan. De trompet en viool zijn rustiger, etherischer. Beide werelden zijn belangrijke zaken en volgen hetzelfde uitgangspunt van componeren: het beste uit verschillende muzikale werelden te halen.

### Dzehennem (hel)
Compositie van ongeveer 10 minuten voor piano en slagwerk. Maier schreef Dzehennem voor het project Een vuurgloed van slagwerk/pianoduo De Watertoren en Jan Andries de Boer, predikant te Broek op Langedijk. Dzehennem ging in première in een kerkdienst - de tweede aflevering van Een Vuurgloed - met de hel als thema. Centrale tekst was Jeremia 7. Maier concentreerde het stuk op het dal van verschrikking, waar geen hoop meer is.
De Boer noemde het stuk "beklemmend" en gaf aan dat de vaste kerkbezoekers "ontdaan en tegelijkertijd wildenthousiast" waren.

## The Hungry Gods
Maier is oprichter en artistiek leider van het internationale cross-over virtuozenensemble The Hungry Gods. Hij richtte deze en Quantum Ether op als zijnde zijn pogingen om een gemeenschappelijke essentie te vinden in de stijlen die hem interesseren.
Maier kon zelf de bezetting vormgeven. Hij koos musici waar hij persoonlijk goed mee overweg kan en hij hoefde zich niet te beperken tot westerse standaarden.
The Hungry Gods maakte deel uit van het muziektheater FrankenStein, die van oktober tot en met december 2010 werd uitgevoerd. Hiervoor schreef Florian Magnus Maier samen met de andere musici uit het ensemble de muziek. Volgens TheaterCentraal in juni 2009: (…) De begeleidende muziek – vanuit een zandbak – met grappige citaten uit de hedendaagse muziek sluit naadloos aan bij de sprankelende presentatie van de zanger-acteurs. Kortom, een topvoorstelling.”
Claudia Copier – zang
Julija Hartig – viool
Arturo Ramón – flamencogitaar
Jan Rokyta - cymbalom
Florian Magnus Maier – elektrische gitaar
Morat Yücel - elektrische gitaar
Aristoteles Potamianos – contrabas
Greg Smith – drums

## Noneuclid
Heavy metal is altijd Maiers thuis geweest en zit ofwel subtiel, ofwel overduidelijk in zijn klassieke muziekstukken. De vroege jaren van Noneuclid werden ook nog eens gekenmerkt door flamencostijl. Het is de bedoeling om ieder nummer van Noneuclid anders dan alle vorige nummers te maken, om herhaling te voorkomen.
Maiers inbreng in Noneuclid is vooral eentje van vormleer, zoals de ABA-vorm in Time Raper van het album The Crawling Chaos. Dit is het eerste album van Noneuclid dat na Maiers duimprobleem is opgenomen, waardoor de flamenco-invloeden in mindere mate aanwezig zijn.

## Klassieke muziek op heavy metal
In november 2010 voerde Noneuclid samen met het Orkester des 13. Tons onder leiding van Ulf Klausenitzer muziekstukken van Richard Wagner en Robert Schumann uit, om aan te tonen dat heavy-metalmuziek en 19e-eeuwse klassieke muziek met elkaar samengaan. Het orkest voerde Robert Schumanns Symfonie nr. 3 in Es uit; Noneuclid voerde Wagners voorspel van de 3e akte van Die Meistersinger uit; en beide groepen voerden de Walkürenritt van Wagners Die Walküre en Maiers eigen compositie Altair Passage uit. Tot slot voerden beide groepen nog Into The Light Part 1 van Noneuclid uit.

## Dark Fortress
Maier is zanger en tekstschrijver van de band Dark Fortress.
Hun vijfde album Eidolon is gebaseerd op het occulte, waar de spiegel dient als gereedschap om tegengestelde dimensies en astrale projecties mee te openen. Het is geïnspireerd door de eigen waarnemingen gedurende de 'trip'.
Ook in Dark Fortress geldt dat ieder nieuw nummer anders is dan voorgaande nummers, anders verliezen hij en zijn bandgenoten de motivatie om muziek te schrijven. De collectieve gedachtegang van de bandleden is om alternatieve werelden aan te bieden, in plaats van op bestaande te commentariseren. Dark Fortress beperkt zich niet tot teksten over satanisme, maar put uit de eigen afgronden van de ziel en afschuw van de wereld.

## Bermuda
Wederom een bezetting van musici uit verschillende genres, maar deels gegroepeerd:
(Zapp Quartet:)
Jasper leClercq – violin
Jeffrey Bruinsma – violin
Oene van Geel – viola
Emile Visser – cello
(Friso van Wijck Trio:)
Thijs van Milligen - alto sax
Sándor Kém – bass
Friso van Wijck – drums
Jan Rokyta – cimbalom
Jeroen van Vliet – piano
Florian Magnus Maier - electric guitar
Manuel Cooymans - FOH
A Swarm of Elephants is één compositie van bovenstaande bezetting. Kenmerkend aan dit stuk zijn de polyritmische structuren en plotse overgangen. Riffs worden op de strijkers gespeeld in het begin. Halverwege wordt de textuur drukker en aan het eind worden grotere notenwaarden gebruikt.

## Hypermobiliteit
Van 1994, twee maanden na zijn eerste les bij Paco Peña tot 2006 heeft Maier samengewerkt met flamencodansers uit Spanje, Nederland en Duitsland. Daar stopte hij mee nadat bij hem hypermobiliteit werd gediagnosticeerd. Sindsdien speelt hij alleen nog elektrische gitaar met plectrum, of eventueel nog bas- of steelstring-gitaar.

## Nieuwe muziekinstrumenten
Maier gebruikt experimentele muziekinstrumenten van Ralf Fischer voor sommige muziekstukken voor Quantum Ether, Durya, The Hungry Gods en Noneuclid.
Voor de korte film “Zadelpijn” van Tijmen van Vlier en Dave Vriens versterkte Maier een draaiende fietsband.

## Deconstruction 2011
Maier fungeerde als geluidstechnicus en verzorgde de orkestratie en transcripties bij Devin Townsends album Deconstruction.

## Gear
Maier gebruikt de volgende apparatuur:
- USA BC Rich Warlock 7-string met ingebouwde Sustainiac pickup en 2 EMG 707s
- Mesa Boogie Triple Rectifier
- Axe FX-Ultra voor effecten
- Sound Sculpture Switchblade
- Rocktron All Access (alles onder controle)
- Ibanez RG2228 eight string guitar
- Ernie Ball 010s strings
- Jim Dunlop 0.88 standard Picks (green) in verband met zijn hoge attack in de rechterhand

## Prijzen en onderscheidingen
- Paul Jacobs Memorial Award (Tanglewood Music Center, Tanglewood, 2002)
- Matthijs Vermeulen Aanmoedigingsprijs (Amsterdams Fonds voor de Kunsten, Amsterdam, 2002) voor zijn compositie Simyaci
- Prijs voor Compositie van Codarts (2011)
- Aanbeveling UNESCO International Rostrum of Composers (2010) voor Operator[19]

## Nominaties
- Prize for Electronic Music (Musica Nova, Tsjechië, 2001)
- Matthijs Vermeulen Aanmoedigingsprijs (2001)
- Gaudeamusprijs (Amsterdam, 2001, 2000)
- NOG Jonge Componistenprijs (Nederlands Balletorkest, Amsterdam, 2000)

## Oeuvre
Werken voor combinaties met orkest
1. Cimbalom Concerto (2011), voor Jan Rokyta en de Radio Kamer Filharmonie o.l.v. Brad Lubman
2. Rainbow Concerto voor trompet, viool en strijkorkest (2011), voor André Heuvelman, Maria Dingjan en het Rotterdam Philharmonic Strings
3. String Quartet Nr. 2: Ruin / Resurgence (to the four of disks) (1997 / 2010); versie voor strijkorkest voor het Rotterdam Philharmonic Strings
4. Altair Passage voor orkest en deathmetalband (2010), voor Noneuclid en Orchester des 13. Tons
5. Into the Light pt. I (2007 / 2010), versie voor orkest
6. Concerto voor orgel en strijkorkest (2010), première op 25 november 2010 met Carel den Hertog en orkest Lundi Bleu
7. Strigoi voor kamerorkest en elektrische gitaar (2010), voor het Rotterdam Ensemble o.l.v. Roberto Beltrán
8. Operator voor viool, orkest en elektronica (2009), voor de Radio Kamer Filharmonie o.l.v. Micha Hamel, Nederlandse Muziekdagen
9. Mem (24 okt 2009) voor "straatsymfonieorkest" (Ricciotti ensemble o.d.v. Gijs Kramers
10. Black Vortex Cathedral: A Death Metal Symphony (2008) voor Metropole Orkest en deathmetalband Noneuclid.
11. Harpyie (2005) voor het Nederlands Studenten Kamerorkest o.l.v. Jacob Slagter met trombonesolo van Jörgen van Rijen.
12. Plutonic (2003) voor het Nederlands Studenten Orkest.
13. SimyacI (1997-1998 - "The Alchemist") voor het Nederlands Balletorkest o.l.v. Christopher Lyndon-Gee.
14. Last Convulsions (1997-1999), onderdeel van NADIR: concerto voor orkest en viool.

Werken voor groot ensemble
1. Black Stars Suite (januari 2011) voor gemengd ensemble (Maier voerde met Arturo Ramón, Carlos Denia Moreno, Udo Demandt en het Nieuw Ensemble een fusie van metal en flamenco uit.)
2. Tilt (2008) voor het Nederlands Blazersensemble.
3. Hatching Souls (2007) voor ASKO Ensemble en 7-snarige elektrische gitaar.
4. Incide (2005) (transitie voor in het album Séance van Dark Fortress) voor (boventoon-)koor, strijkorkest en Dark Fortress
5. Madrigal (2002/2004-arrangement) voor Calefax Rietkwintet en Cappella Amsterdam o.l.v. Daniel Reuss
6. Eclipse (2003) voor fluit, klarinet, fagot, piano, percussie, 4 violen, 2 altviolen en cello
7. Nuclear Messiah voor bigband (2003), voor Tetzepi
8. Concerto voor basgitaar, "Four imaginary views of la Sagrada Familia" (2002) voor basgitaar en koperband Orkest de Volharding o.l.v. Jurjen Hempel
9. Chaos Serpens voor koor en strijkkwartet (2002) voor Tanglewood Contemporary Music Ensemble en Tanglewood Festival Chorus; tekst: Andrew Hughes
10. Afterglow (2000) voor ensemble en elektronica; voor Domestica Rotterdam
11. Hanneman's Apoplex (2000) voor Doelen Ensemble; Concertzender-tune met Slayer-citaat
12. Clavis Clavium voor koor (1995)

Kamermuziek
1. 'Soleá' (2017) voor Tatiana Koleva, (marimba)
2. The Jugular Shuffle (2007) voor koor en elektronica, voor het Nederlands Vocallaboratorium o.l.v. Romain Bischoff
3. Limbo Lounge ('de hel is zo slecht nog niet') voor 2 alt- 2 tenor-, bas- en contrabastrombone
4. Sturm im Wasserglass (2006) voor versterkte strijkkwartet en versterkte drum set
5. Luciferase (2006) voor piano en elektronica
6. The Key & The Gate (2004) voor het Bl!ndman saxofoonkwartet, het Mondriaan strijkkwartet en live-elektronica
7. Dzehennem (2003) voor piano en slagwerk, voor De Watertoren, Laurens de Boer en Martijn Krijnen
8. Eclipse Septet (2003) voor fluit, clarinet, fagot, piano, viool, altviool en violoncello
9. Groteske (2002) voor klavecimbel, tape en live-elektronica
10. Toccata (2002) voor klassiek gitaar en delay
11. A Play Of Charging Nightgaunts (1999 / 2002) voor basclarinet, cello, piano en percussie
12. Madrigal (2002) voor sopraan, mezzo, alt en bas op de tekst Novalis - Hymns to the Night
13. Crystal Vermin (1999 / 2001) versie voor 2 violen, altviool, 2 celli en contrabas
14. Urmast (2000) voor piccolo-trompet, trompet, 2 trombones, hoorn en tuba
15. Vindu Mot Havet (2000) voor elektronica
16. Por El Espejo Locrio (Door de locrische spiegel) (1999) voor 4 percussionisten, flamencogitaar, basgitaar en 2 flamencodansers
17. A Play Of Charging Nightgaunts (1999)
18. Crystal Vermin (1999) voor versterkt klassiek gitaar
19. Prayer Of The Possessed (1998) 4 percussionisten en opgenomen stemmen
20. String Quartet No.2: Ruin / Resurgence (1997) voor het Quasar Quartet
21. Anathema (1996-1997) voor 2 piano en 2 percussionisten
22. Nocturne Payen (1996) voor klassiek gitaar
23. Alles Brennt (1996) voor 2 fluiten, 2 clarinet, flamencogitaar, contrabas en palmas.
24. String Quartet No. 1 (1995) voor het Quasar Quartet

The Hungry Gods
1. Frank en Stein (2010), muziektheatervoorstelling o.l.v. Marcel Sijm op tekst van Suzanne van Lohuizen, met acteurs René Groothof en Oscar Siegelaar
2. Elvenland (2008) filmmuziek voor een film van Karel Doing op tekst van J.S. Welhaven
3. The Great Hall of Moon (2006) op tekst van Andrew Hughes
4. Black Stars (2005) op tekst van Andrew Hughes
5. Fever Season (2003) op tekst van Andrew Hughes voor het November Music Festival 2003.

Noneuclid
1. zie Black Vortex Cathedral (2008)
2. Metatheosis (2006-2007) metalalbum
3. The Crawling Chaos (2004) metalalbum met teksten van Andrew Hughes
4. Leviathan (2003) voor virtuele band
5. Horror Vacui (2003) voor virtuele band

Dark Fortress
1. zie Incide (2005)
2. Eidolon (2008), vijfde album van de band
3. Ylem, zesde album van de band

Andere projecten
1. Tab-To-Transient voor elektrische gitaar en ProTools, gemaakt voor Lunapark Ensemble (2009)
2. Colours of Darkness (2004) van Quantum Ether voor een dansstuk van Sanja Hasagic
3. Tiefenrausch (2004) voor een dans van Christina Gehrig Binder en Sascha Engel
4. Perplexus Solaris (2003) voor elektronica en virtuele band, voor een dansstuk van Sanja Hasagic

Shadow Time (2002) voor elektronica en virtuele band, voor een dansstuk van Sanja Hasagic
1. Lounge (2006) filmmuziek voor een film van Jan van der Pavert
2. Die Jungfrau von Orleans (2005) door orgel en elektronica voor het Stadttheater Landshut
3. Vlucht van de Valk (2005) filmmuziek voor een film van Gato Bizar samen met Michel Banabila
4. Zadelpijn (2004) door elektronica en versterkte fiets, voor een film van Dave Vriens en Tijmen van Vlier
5. Defying the Universal Shadows (2003) door elektronica en virtuele band, voor de film Stand 4.18 van Sascha Engel
6. Coda (1998) voor een film van Tijmen van Vlier
7. Schizophonie (2006) van Durya
8. Hivebrain Apocalypse (2004) van The Warlips componistencollectief
9. Transcarnation (2001) voor Quantum Ether en virtueel orkest, sculptuurinstrumenten en CD
10. Epileptocalypse (2001) voor een dans van Sanja Hasagic